# Thomas Cowan
Thomas Samuel Cowan est un praticien de médecine non conventionnelle, auteur et ancien médecin américain. Il renonce à l’exercice de la médecine après avoir été soumis à une période probatoire par les autorités médicales. Se référant à la médecine anthroposophique, il est notamment connu pour promouvoir des allégations pseudo-scientifiques ainsi que des théories du complot portant sur la pandémie de Covid-19.

## Carrière
Thomas Cowan a dirigé un cabinet de médecine non conventionnelle jusqu'en juillet 2020. Médecin de formation, il est sanctionné et mis en probation en 2017 par le Medical Board of California (en), après avoir prescrit un médicament non homologué par les autorités médicales contre le cancer du sein, sans en informer la patiente et sans revoir son dossier médical. La période d'essai devait prendre fin en 2022, mais en décembre 2020, il renonce à sa licence médicale, pour devenir un « coach santé » non réglementé. Il quitte ensuite la Californie et continue de vendre des suppléments via son site Web,,.

## Mise en cause du consensus scientifique et théories du complot sur le COVID-19
Thomas Cowan s'oppose au consensus scientifique selon lequel les agents pathogènes sont à l'origine de diverses maladies. Il promeut également des théories du complot lors de la pandémie de Covid-19, affirmant notamment que les communications sans fil 5G rendraient les gens malades,,.
En 2020, une vidéo de ses déclarations — lors d'une conférence antivax tenue à Tucson et animée par Andrew Wakefield,,, — connaît un fort retentissement sur les réseaux sociaux. S'appuyant notamment sur la base de thèses controversées promues par Arthur Firstenberg (en), Cowan y argue que chaque grande épidémie récente s'expliquerait par l'exposition à de nouveaux champs électro-magnétiques,. Il associe ainsi la 5G à la pandémie de coronavirus. Il déclare en outre que les sels d'aluminium contenus dans les vaccins favoriseraient la réception des champs électromagnétiques. Dans cette vidéo, Cowan cite l'occultiste autrichien Rudolf Steiner, initiateur de l'anthroposophie, un mouvement ésotérique d'inspiration chrétienne. Selon Grégoire Perra, ex-anthroposophe, le lien de causalité entre covid-19 et antennes 5G affirmé par Thomas Cowan est cohérent avec la philosophie anthroposophe : celle-ci, d'une manière générale, s'oppose à la technologie et suppute qu'il y a « trois forces du mal : Lucifer, lié à l'électricité, Ahriman, lié au magnétisme et Soradt, lié à la radioactivité »,. Toutefois, « les sociétés anthroposophiques se sont vite désolidarisées du Dr Cowan, indiquant qu'il ne faisait plus partie de leur organisation » et, en mars 2020, la société anthroposophique de France indique dans un communiqué que Thomas Cowan n'est pas membre de la société, aux États-Unis ou ailleurs, et rejette le contenu de la vidéo, qui « ne résiste pas à une analyse même superficielle ».
Les déclarations de Cowan sont vivement décriées et réfutées par les médias,,,,,,, ainsi que, notamment, par le directeur général de l’American Public Health Association (en) en la personne de Georges C. Benjamin,, ou encore le Dr Simon Clarke, professeur de microbiologie cellulaire à l'université de Reading. Dans la vidéo précitée, Thomas Cowan affirme également que les virus ne causent pas les maladies, mais qu'ils constituent des « débris » excrétés pour se purifier par des cellules « empoisonnées » par l'exposition à des champs électromagnétiques,,, allégations contredites par des virologistes,,,. En effet, le SARS-CoV-2 a été observé au microscope électronique, sa séquence génétique a été identifiée, puis il a été introduit dans des primates qui ont alors présenté des symptômes très semblables à la Covid-19,.
A l'appui de sa théorie, Thomas Cowan affirme que la Chine est à la pointe d'Internet et de la téléphonie mobile, et que Wuhan, ville où a débuté la pandémie de Covid-19, est la première ville au monde à posséder un réseau 5G, ce qui prouverait que la maladie résulte d'un développement technologique. Or, la presse invalide cet argument, rapportant que des villes en Corée du Sud et aux États-Unis possédaient des réseaux 5G longtemps avant Wuhan,. CBC note de plus que l'Iran, l'un des pays les plus touchés par la pandémie, n'a pas de réseau 5G, tout comme le Japon et la Malaisie, également très impactés.
Thomas Cowan établit également un lien entre la pandémie de « Grippe espagnole » de 1918 et l'émergence de l'utilisation de la radio,. Or, selon Société Radio-Canada, la première station de radio commerciale, la station montréalaise XWA, a seulement commencé à émettre en 1920,.
Les fausses informations diffusées par Thomas Cowan sur la 5G et la covid-19, servent de soutien à diverses théories du complot, comme par exemple qu'il « était prévu depuis des années de diminuer la population ». Dans le livre A Lot of People Are Saying de Russell Muirhead et Nancy Rosenblum, Thomas Cowan est classé dans les « entrepreneurs du complot ». Selon The Guardian, après que Thomas Cowan a semé le « virus du complot », celui-ci a pu muter et devenir par exemple un « complot illuminati ». Dans cette théorie, le complot d'un meurtre de masse par les illuminati aurait été précédé de l'assassinat de Kobe Bryant, dont la mort dans un accident d'hélicoptère serait un « sacrifice de sang » des Illuminati.
D'après Ouest-France, la vidéo de Thomas Cowan, diffusée le 16 mars 2020, a été vue et relayée des millions de fois avant d'être supprimée de YouTube et Facebook. De nombreuses personnalités ont relayé les propos de Thomas Cowan, comme par exemple l'acteur américain Woody Harrelson. Selon Radio France internationale, les fausses informations données par Thomas Cowan ont conduit à l'incendie volontaire de plusieurs antennes 5G au Royaume-Uni. Des destructions d'infrastructures ont eu lieu également en Belgique, aux Pays-Bas, aux États-Unis, et Ouest-France affirme que « tout est parti d’une vidéo d’un certain Dr Thomas Cowan ». Cependant, selon Wired, les théories du complot ont démarré dès janvier 2020, s'inspirant d'une interview d'un médecin publiée dans un journal belge sous le titre « La 5G met la vie en danger, et personne ne le sait ».

## Activités associatives dans le domaine des pseudo-médecines
Ancien vice-président de la Physicians Association for Anthroposophical Medicine (en) (« Association des médecins pour la médecine anthroposophique »).

## Œuvres
- (en) Thomas Cowan, Human Heart, Cosmic Heart: A Doctor’s Quest to Understand, Treat, and Prevent Cardiovascular Disease [« Le Cœur humain au regard de sa dimension cosmique : La quête d’un médecin visant à appréhender la nature des maladies cardiovasculaires de manière à mieux les soigner et tenter d’en prévenir l’émergence »], White River Junction, Vermont, Chelsea Green Publishing (en), 2016 (ISBN 1603586199, LCCN 2016026012)
- (en) Thomas Cowan (préf. Sally Fallon Morell), Vaccines, Autoimmunity, and the Changing Nature of Childhood Illness, Chelsea Green Publishing, 2018 (ISBN 1603587772, LCCN 2018011990)[8]
- (en) Thomas Cowan, Cancer and the New Biology of Water, Chelsea Green Publishing, 2019 (ISBN 1603588817, LCCN 2019020274)[8]
- (en) Thomas Cowan et Sally Fallon Morell, The Contagion Myth: Why Viruses (including "Coronavirus") Are Not the Cause of Disease [« Le Mythe de la contagion : Pourquoi les virus — y compris le "coronavirus" — ne constituent pas la cause première des maladies »], New York City, Skyhorse Publishing (en), 2020 (ISBN 1603586199, 1510764623 et 151076464X),  (EAN 9781510764620 et 9781510764644), (OCLC 1199980267 et 1199980267)[37]